# Картер, Джек (комик)

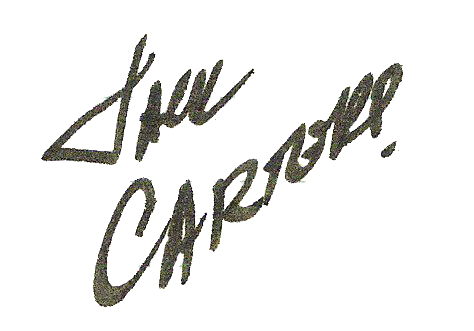
Автограф Джека Картера

Джек Чакрин (англ. Jack Chakrin, наиболее известен под своим псевдонимом Джек Картер — англ. Jack Carter; 24 июня 1922, Нью-Йорк, США — 28 июня 2015, Беверли-Хиллз, США) — американский комик, актер, радио- и телеведущий. Уроженец Бруклина, Картер прошёл через долгую карьеру комика вместе со своими современниками Милтоном Берли и Море Амстердамом. Лауреат премии Тони (1956).

## Биография
Картер родился в Брайтон-Бич, Бруклин, Нью-Йорк, в 1922 году в еврейской семье. Во время Второй мировой войны Картер служил в Воздушной корпусе Армии США. После войны он вёл телевизионную программу под названием Cavalcade of Starts на телеканале DuMont. Впоследствии он был переманен на NBC для ведения его собственной программы под названием The Jack Carter Show. На роль нового ведущего Cavalcade of Stars Картер порекомендовал Джеки Глисона. The Jack Carter Show появилась на месте Saturday Night Revue — двух с половиной часового места, забронированного NBC под программы, располагающегося в вечер субботы. Картер вёл своё шоу по часу каждую неделю, остальные же 1,5 часа доставались передаче Your Show of Shows, которую вели Сид Сизар, Имоджен Кока, Карл Райнер и Ховард Моррис. С Сидом Картер поддерживал дружеские отношения до конца жизни, а на его похоронах произнёс прощальную речь.
Картер также выступал в бродвейском театре, его единственное крупное выступление прошло в мюзикле Mr. Wonderful в 1956 году. До этого он заменял Фила Силверса на бродвейском шоу Top Banana. Он был специальным гостем на шоу Эда Салливана в 1960-х и начале 1970-х годов; его изображение Эда Салливана принесло ему известность. В комедийном сериале The Joey Bishop Show он, вместе со своей женой Паулой Стюарт, играл себя. В конце 1960-х годов он был ведущим игрового шоу Second Guessers. Он также был приглашённым членом жюри на телевизонном шоу Match Game в 1973—1974 годах и в начале 1980-х. В 1975 году он выступил в качестве приглашённой звезды на шоу-викторине $10,000 Pyramid, чьим участником был Лиз Хоган Шультц, и сыграл роль злополучного мэра в культовом фильме ужасов Аллигатор в 1980-м году.
Картер умер в возрасте 93 лет 28 июня 2015 года в своём доме в Беверли-Хиллз от дыхательной недостаточности.

## Личная жизнь
Официально был женат дважды. С 1961 по 1970 года — на актрисе Пауле Стюарт, а с 1971 до самой смерти — на Роксанне Стоун. У актёра было четверо детей: 2 дочери — Вики и Венди — и 2 сына — Майкл и Чейз; один от первого брака и трое от второго.